# Tibitanus nomas
Tibitanus nomas är en spindelart som beskrevs av Simon 1910. Tibitanus nomas ingår i släktet Tibitanus och familjen snabblöparspindlar.
Artens utbredningsområde är Namibia. Inga underarter finns listade i Catalogue of Life.